# Brief des Ignatius an die Magnesier
Der Brief des Ignatius an die Magnesier ist ein Mahn- und Lehrschreiben des Apostolischen Vaters Ignatius von Antiochien an die Kirche in Magnesia am Mäander. Er verfasste ihn vermutlich im ersten Jahrzehnt des 2. Jahrhunderts in der kleinasiatischen Stadt Smyrna (vgl. Kap. 15).

## Anlass
Im 1. Kapitel des Briefes beschreibt Ignatius selbst die Veranlassung zu seinem Brief:
Da ich von eurer in Gott gar wohlgeordneten Liebe erfuhr, nahm ich mir voll Freude vor, im Glauben an Jesus Christus einige Worte an euch zu richten. Da ich nämlich des Gott wohlgefälligsten Namens gewürdigt wurde, so preise ich in den Ketten, die ich trage, die Kirchen und wünsche ihnen die Einheit mit dem Fleische und Geiste Jesu Christi, unseres immerwährenden Lebens, die Einheit des Glaubens und der Liebe, über die nichts geht, und was noch wichtiger ist, die Einheit mit Jesus und dem Vater. Denn falls wir in ihm allen Übermut des Fürsten dieser Welt ertragen und meiden, werden wir Gottes teilhaftig werden. (Kap. 1)
Wie dem gesamten Brief zu entnehmen ist, gab es noch weitere konkrete Anlässe. Beispielsweise die Unstimmigkeiten in der Gemeinde über deren Struktur und Leitung, wie auch der verbreitete Ungehorsam gegenüber den Amtsträgern, denen Ignatius Autorität und Würde zuspricht.

## Struktur des Briefs
- Einleitung
- 1. Kapitel – Veranlassung zu diesem Brief
- 2. Kap. – Freude über die Abgesandten der Magnesier
- 3. Kap. – Achtung vor dem jugendlichen Bischof
- 4. Kap. – Es ist nicht recht, den Bischof zu missachten
- 5. Kap. – Tod und Leben ist uns vorgelegt
- 6. Kap. – Mahnung zur Eintracht
- 7. Kap. – Bleibet in Einheit mit dem Bischof!
- 8. Kap. – Hütet euch vor Irrlehren!
- 9. Kap. – Das Leben in Christus verbürgt nach dem Beispiel der Propheten Auferstehung
- 10. Kap. – Warnung vor dem Judentum
- 11. Kap. Diese Worte sollen nicht Schuldige treffen, sondern alle zur Vorsicht mahnen
- 12. Kap. – Lob der Magnesier
- 13. Kap. – Wiederholte Mahnung zu festem Glauben und einheitlichem Leben
- 14. Kap. – Ignatius bittet ums Gebet für sich und Für die Kirche in Syrien
- 15. Kap. – Grüße und Schluss

## Inhalt
Im Brief hebt Ignatius besonders die Rolle des Bischofs und die Bedeutung des Bischofsamtes hervor. So bezeichnet er z. B. den Bischof als die Person, die den Vorsitz der Gemeinde an Stelle Gottes führt (vgl. 6, 1), misst daneben aber auch anderen Ämtern Bedeutung bei: den Presbytern, die an Stelle des Apostelkollegiums, und den Diakonen, die an Stelle Christi ihr Amt ausüben (vgl. 6, 1).
Da sich einige Gemeindemitglieder dem Bischof der Kirche von Magnesia, Damas (2), nicht unterordnen wollten und alles ohne ihn tun (4), ruft Ignatius mehrmals zu Gehorsam und Loyalität gegenüber ihm auf. Umgekehrt lobt er einige Presbyter und Diakone, die dem Bischof untertan sind (vgl. 2).
Des Weiteren mahnt Ignatius zur Einheit der Kirche (vgl. 6) und mit dem Bischof und Presbytern, ohne die sie nichts tun (7, 1) sollen.
Neben gewichtigen Worten zu den kirchlichen Ämtern mahnt Ignatius noch vor Irrlehren und ruft zu deren Bekämpfung auf.
Am Ende des Briefs bittet Ignatius um Gebet für sich und die Kirche in Syrien und erwähnt bei den abschließenden Grüßen auch Polykarp, der zu seiner Zeit Bischof von Smyrna war.